# Marko Jelača
Marko Jelača (Zagabria, 15 dicembre 1982) è un pallanuotista croato naturalizzato georgiano, difensore dell'EVK Zaibas.

## Carriera
Muove i primi passi nella Mladost di Zagabria, sua città natale, che lo gira in prestito al Medveščak nel 2002 per un anno. Torna alla casa madre con cui conquista una Coppa di Croazia nel 2005, prima di passare al Solaris nel 2007. L'anno successivo passa allo Jadran H.N. montenegrino, con cui vince il campionato. Si trasferisce quindi a Brescia in occasione della stagione 2009-2010, per poi tornare in patria al Primorje di Fiume con cui vince un'altra Coppa di Croazia. Con la Sport Management è finalista in Coppa Len
Nel 2013 fa ritorno in Italia, indossando la calottina del Como per due stagioni. A seguito della rinuncia del club ad iscriversi al campionato di Serie A1 2015-16 per difficoltà economiche, si trasferisce alla Sport Management.
Alla fine della sua parentesi in Montenegro viene contattato da alcuni dirigenti della pallanuoto georgiana, che gli propongono una collaborazione con la nazionale caucasica in ottica campionati europei, mondiali e Giochi Olimpici. La collaborazione è quindi effettivamente iniziata nel 2013, con le qualificazioni al campionato europeo 2014. 
Nel 2023 si trasferisce in Lituania, allo Zaibas.

## Palmarès

### Club
- Campionato montenegrino: 1

Jadran: 2008-09
- Kup Hrvatske: 2

Mladost:  2001-02, 2005-06
Primorje: 2012-13
- Lega Adriatica: 1

Primorje: 2012-13